# 이시하라 색각 검사표

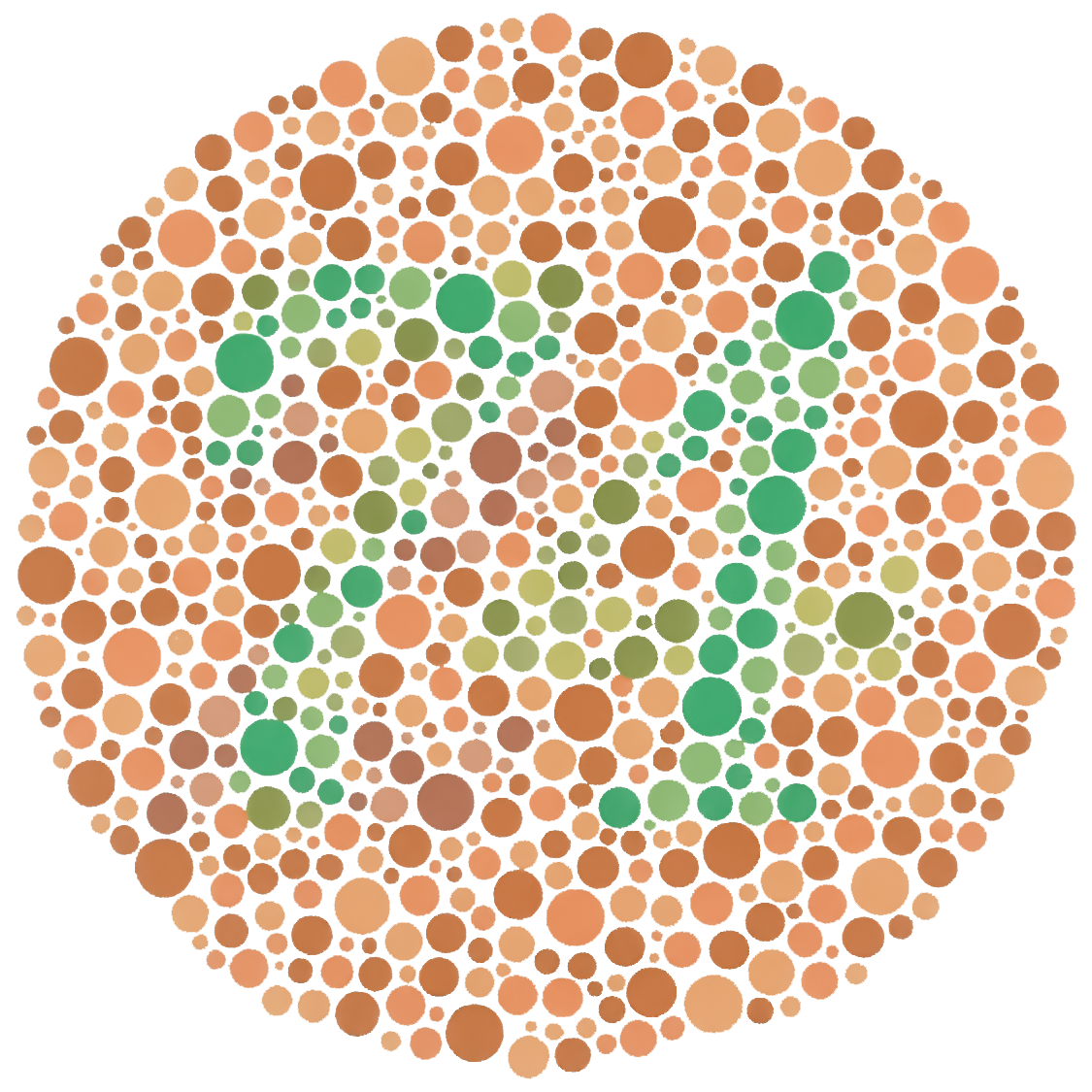
이시하라 색각 검사표의 예. 정상 시각을 가진 일반인에게 74라는 숫자는 뚜렷하게 보여야 한다. 제2색맹이나 변종 제3색맹을 가진 시각 이상자들은 21로 읽을 수도 있으며 색지움 렌즈를 착용한 사람은 아무것도 보지 못할 수도 있다. (단, 모니터의 한계로 검사의 정확성은 떨어질 수 있다.)

이시하라 색각 검사표는 빨강-초록 색각 이상을 위한 검사표이다. 1917년에 처음으로 이 검사표를 출판한 도쿄 대학교의 교수 이시하라 시노부의 이름을 따 만들었다. 수많은 이시하라 검사표로 이루어진 이 검사는 색과 크기가 다양한 원형의 점을 포함한다.

## 사진첩

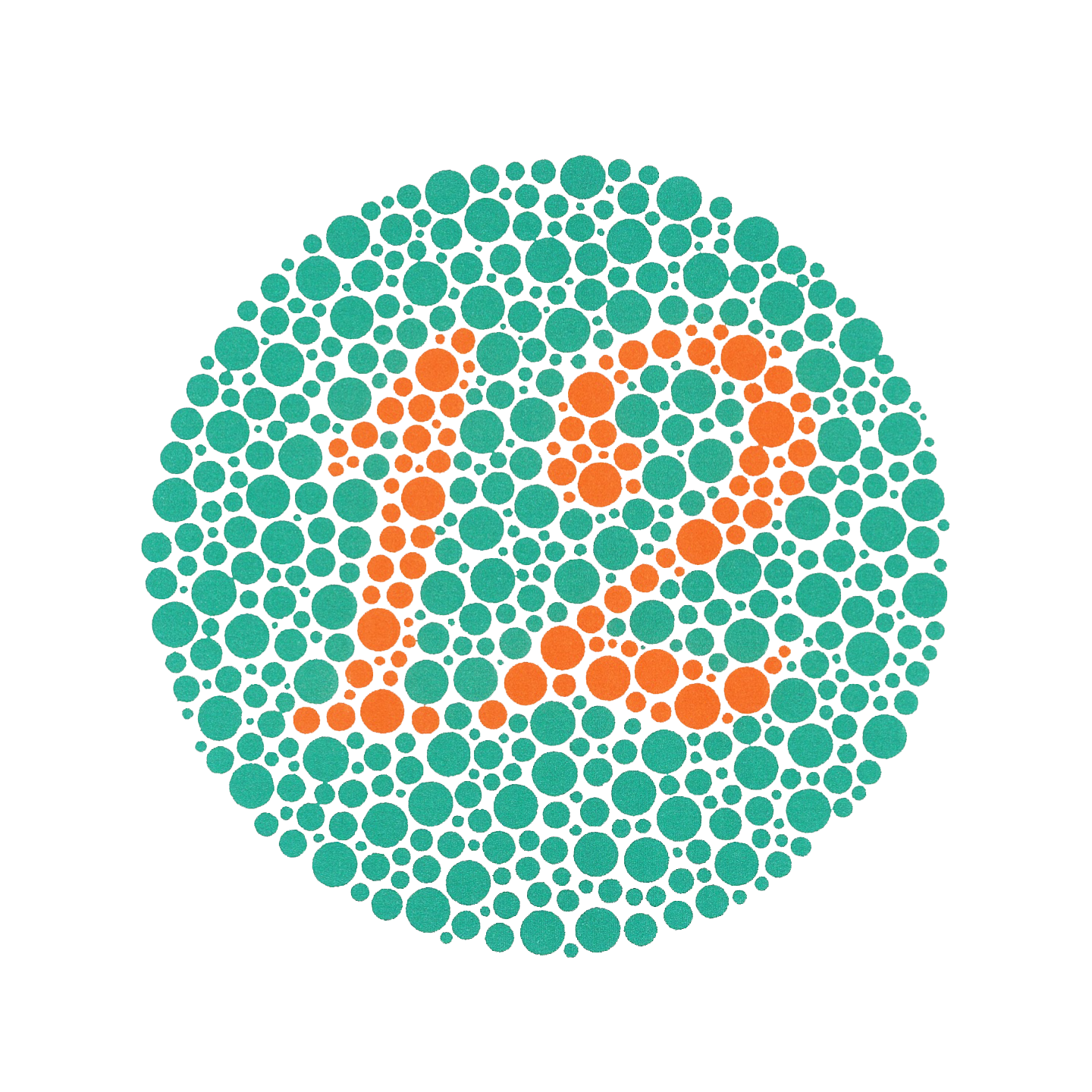
이시하라판 숫자 12
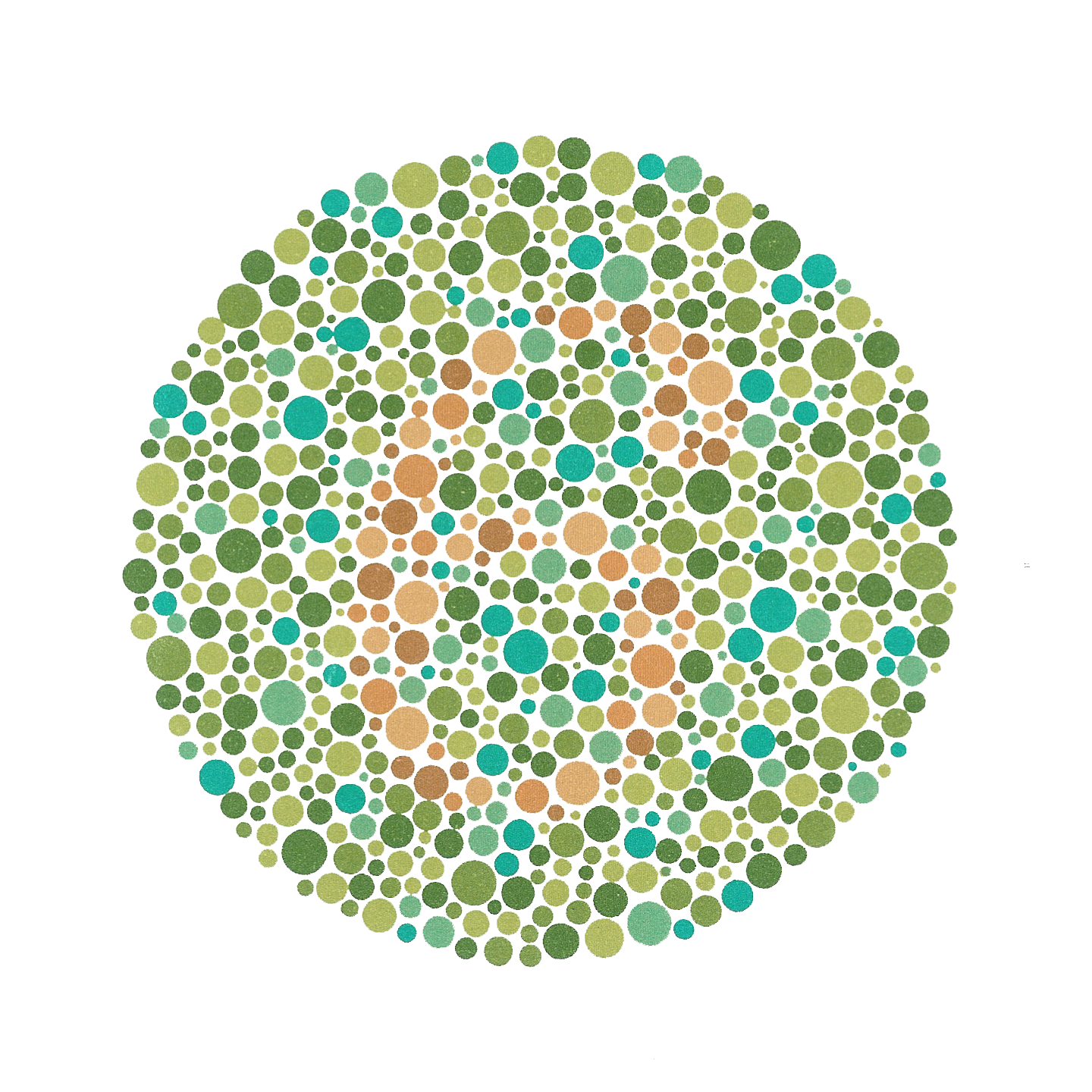
이시하라판 숫자 6
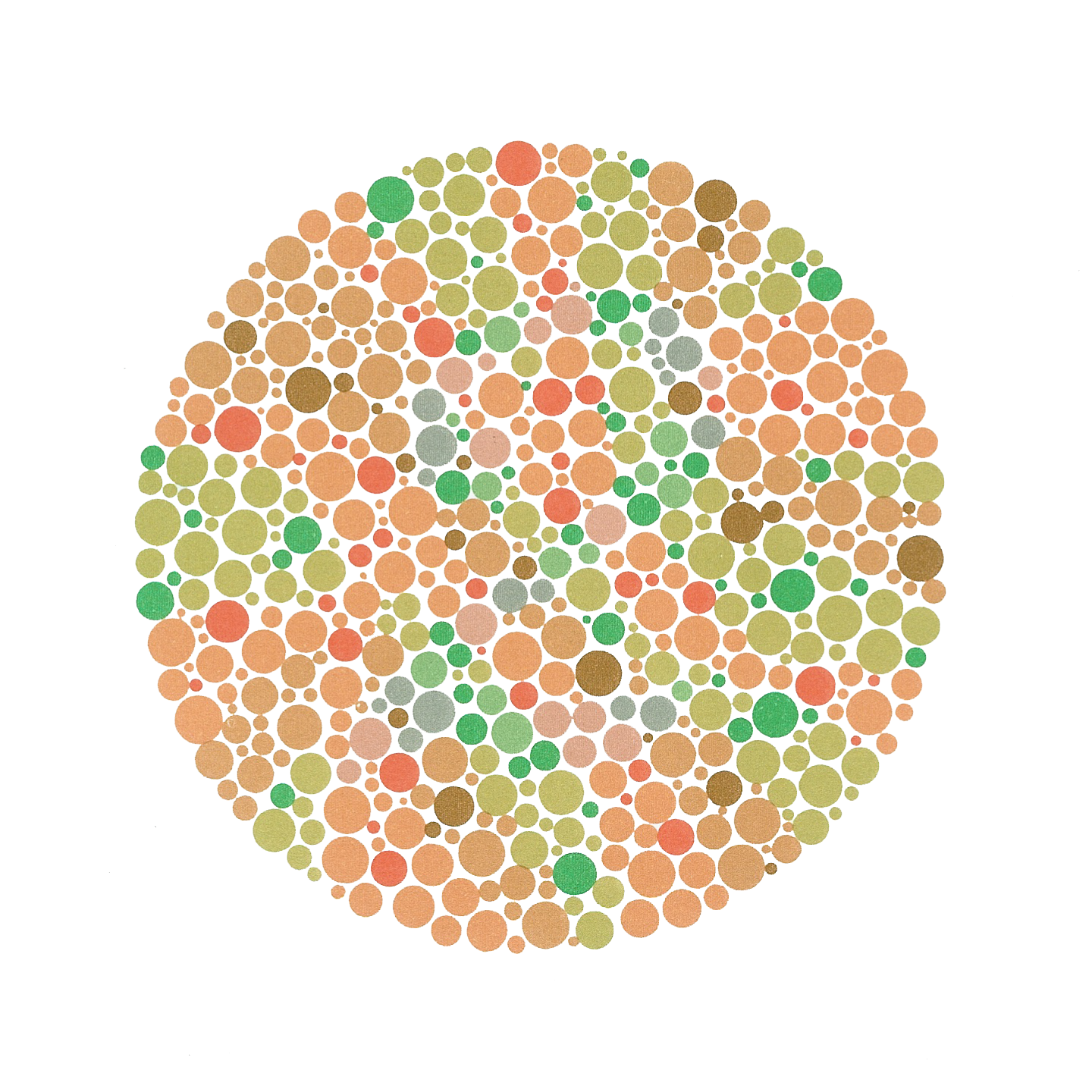
이시하라판 숫자 2
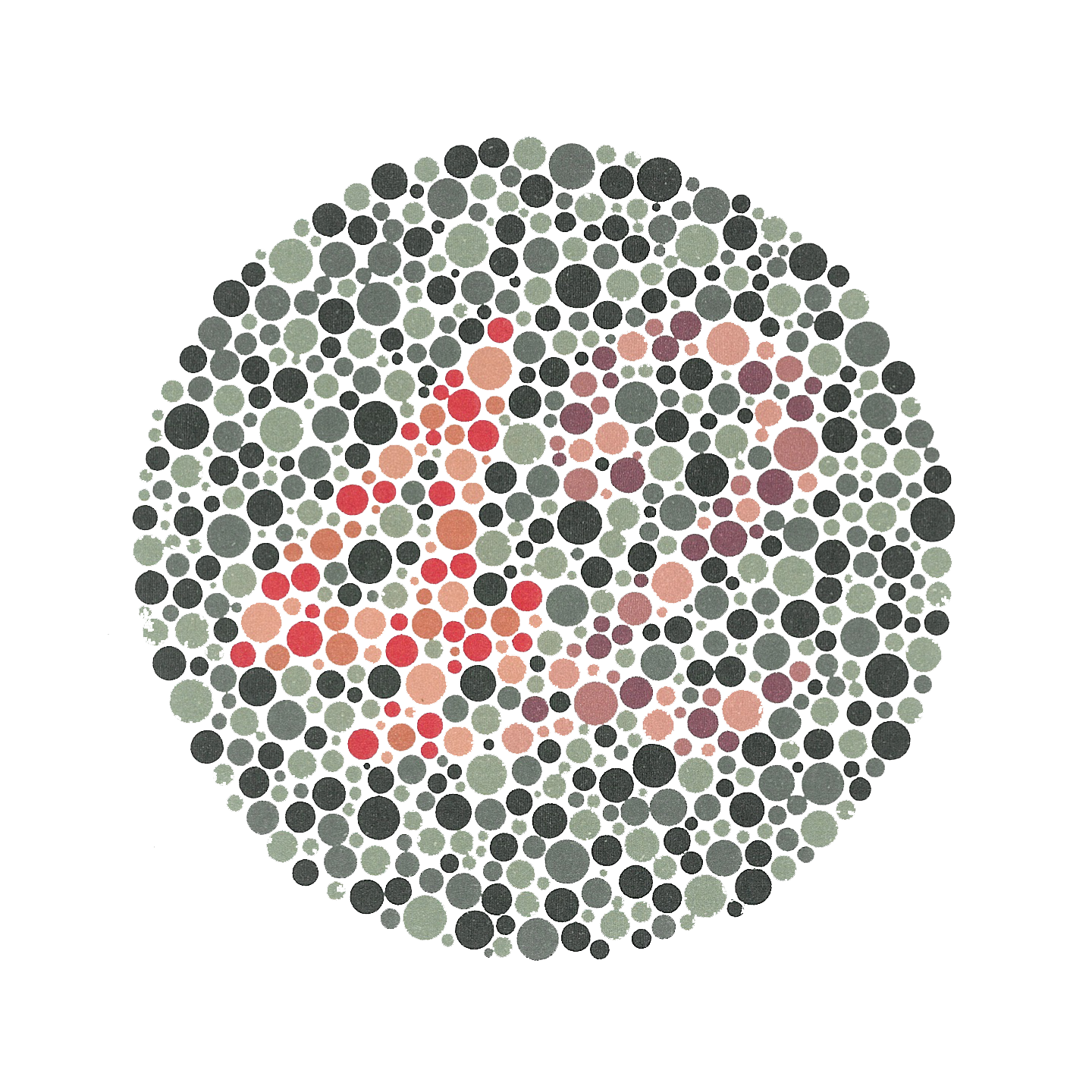
이시하라판 숫자 42

## 역사
1879년 도쿄에 태어난 이시하라 시노부는 제국대학에서 교육을 시작하였으며 여기에서 군사학을 공부하였다. 이시하라는 독일에서 안과학을 막 수료하였을 당시 유럽에서 전쟁이 발발하여 제1차 세계 대전이 개시되었다. 군대에 있는 동안 색각 이상 테스트를 만드는 업무를 할당받았다.

## 같이 보기
- 색맹